# Mouchard
Mouchard – miejscowość i gmina we Francji, w regionie Burgundia-Franche-Comté, w departamencie Jura.
Według danych na rok 1990 gminę zamieszkiwało 997 osób, a gęstość zaludnienia wynosiła 161 osób/km² (wśród 1786 gmin Franche-Comté Mouchard plasuje się na 169. miejscu pod względem liczby ludności, natomiast pod względem powierzchni na miejscu 710.).